# Tarasivka (Topciîne), Mahdalînivka
Tarasivka (în ucraineană Тарасівка) este un sat în comuna Topciîne din raionul Mahdalînivka, regiunea Dnipropetrovsk, Ucraina.

## Demografie
Componența lingvistică a localității Tarasivka
     Ucraineană (94,77%)
     Rusă (4,07%)
     Română (1,16%)
Conform recensământului din 2001, majoritatea populației localității Tarasivka era vorbitoare de ucraineană (94,77%), existând în minoritate și vorbitori de rusă (4,07%) și română (1,16%).